# Jesús Davoz
Jesús Davoz, né le 21 mai 1939 à Errenteria et mort le 20 mai 2021 à Lezo, est un coureur cycliste espagnol.

## Biographie
Jesús Davoz évolue au niveau professionnel durant les années 1950 et 1960. Décrit comme un bon sprinteur, il remporte une étape du Tour d'Andalousie en 1958. La même année, il se classe quatrième d'une étape du Tour d'Espagne. Il termine également deuxième d'une étape du Tour de Catalogne en 1961. Son fils José Antonio a lui aussi été coureur cycliste au niveau professionnel.

## Palmarès
- 1956
  - 2e de la Prueba Alsasua
- 1958
  - 6e étape du Tour d'Andalousie
  - Prueba Loinaz
  - 3e de la Klasika Primavera
- 1960
  - 3e du GP Mugica
- 1961
  - 3e du GP Mondragón

## Résultats sur les grands tours

### Tour d'Espagne
2 participations
- 1958 : 27e
- 1959 : 32e